# 黒木岩寿
黒木 岩寿（くろき いわひさ）は、日本のコントラバス奏者。

## 略歴
元々エレキベースを弾いており、ジャズを始めたが、結局クラシックを演奏するようになり、高校3年生からコントラバスを始める。その後東京芸術大学へ進学。在学中から、岩手大学管弦楽団の指導にあたっていた。東京芸術大学大学院修士課程修了。
2000年から2008年まで神奈川フィルハーモニー管弦楽団首席コントラバス奏者。2009年東京フィルハーモニー交響楽団に移籍、首席奏者に就任。水戸室内管弦楽団、サイトウ・キネン・オーケストラ、ジャパン・チェンバー・オーケストラ団員。
1990年から2004年まで東京芸術大学管弦楽研究部非常勤講師を勤めた。現在桐朋学園芸術短期大学、洗足学園音楽大学、昭和音楽大学講師。全日本医科学生オーケストラフェスティバルのトレーナーを務める。

## 人物
映画「おくりびと」の音楽録音に参加した。また、全予約制のディナー付き講座で、作曲家の生い立ちや曲の紹介、演奏などを行うイベント「文化人類学講座」を立案・企画している。1700年代製作された楽器を使用している。
2011年3月11日の東日本大震災を受けて、所属する東京フィル、水戸室内管弦楽団でも支援のためのコンサートを行ったほか、横浜みなとみらいホールの協力を得て、ウェブ上で震災支援のためのコンサートを展開した。
2000年に伊福部昭の独唱曲『蒼鷺』の世界初演に参加。

コントラバス奏者として初めてソリストとして活動を行い、世界的に成功したゲーリー・カーを意識しており、
兵庫芸術文化センター管弦楽団にも客演することがあり、トウキョウ・モーツァルトプレーヤーズ、パヴィメント・ジャパン、ラ・ストラヴァガンツァ東京、コントラバス・フレンズという団体でも活動している。ラ・ストラヴァガンツァ東京ではリーダーを務めている。

## ディスコグラフィ
- すべて他の演奏家との共同作品。
  - 2003年 スターオーシャン Till the End of Time オリジナルサウンドトラック vol.1[12]
  - 2006年 C.P.E.バッハ作品集 フルート協奏曲、シンフォニア、スペインのフォリアによる12の変奏曲、無伴奏フルート･ソナタ イ短調
  - 2006年 サン=サーンス:七重奏曲-トランペット・ニュースタンダード Vol.3-
  - 2008年 「おくりびと」オリジナルサウンドトラック[12]
  - 2009年 Reunion Tracks / FINAL FANTASY VII ADVENT CHILDREN COMPLEATE[12]
  - 2011年 バッハとイザイ～新しい旅のはじまり （ジョセフ・リンとの共演）
  - 2011年 Musicians' Chain of Hope～希望 - 明日へ向かって（別府アルゲリッチ音楽祭におけるライヴ）

- ラ・ストラヴァガンツァ東京でのもの
  - 2008年 『ヴィヴァルディスム』（協奏曲集）

## 受賞歴
- 1987年 安宅賞 受賞（東京芸大内の専攻毎に一番優秀な学生に与えられる賞で、奨学金が給付される）
- 1988年 福島賞 受賞（東京芸大内の賞で奨学金が給付される）